# Замойский, Август
Август Замойский (пол. August Zamoyski; 28 июня 1893, Яблонь — 19 мая 1970, Сен-Клар-де-Ривьер) — польский дворянин и скульптор.

## Биография

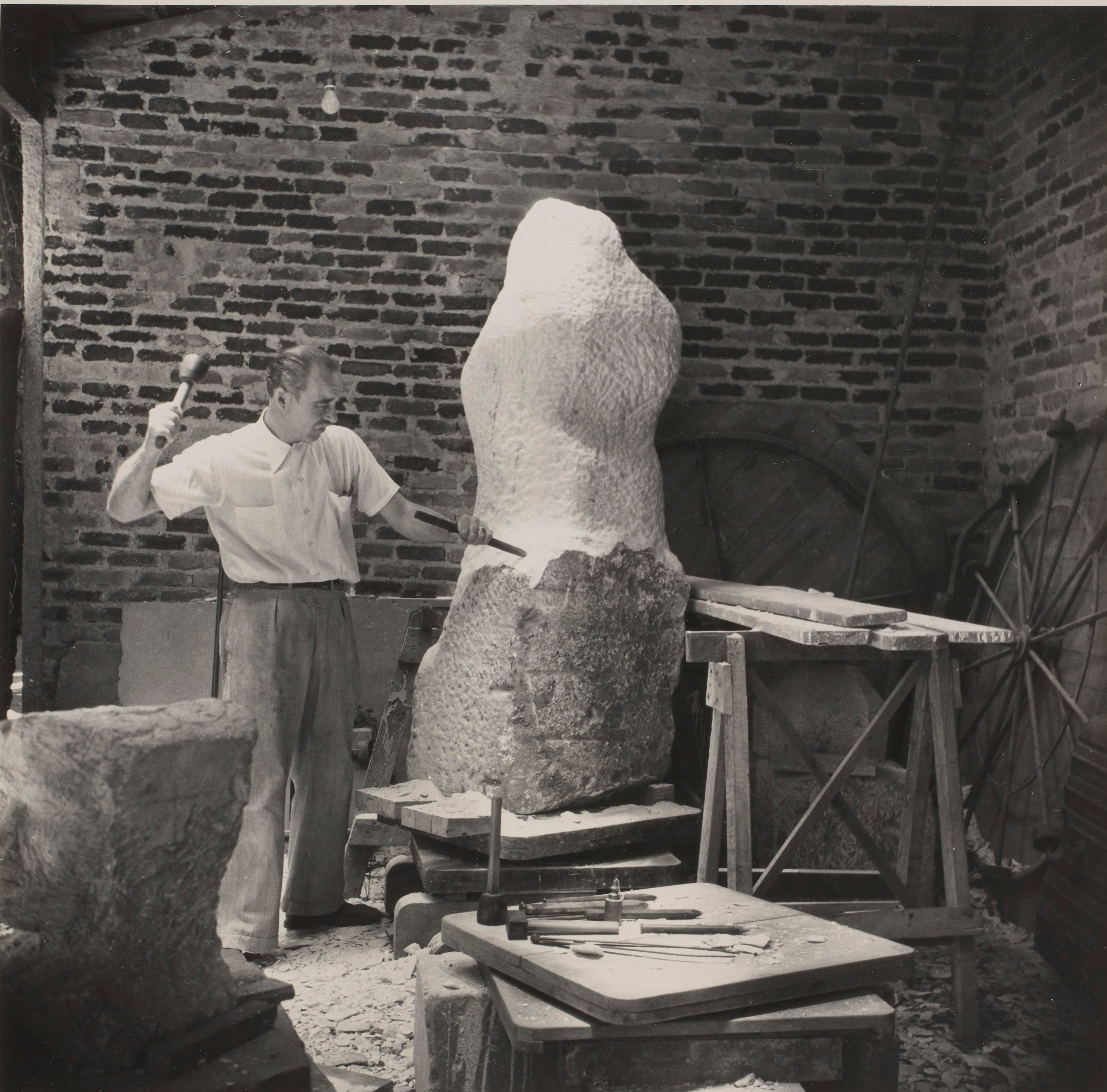
Август Замойский

Представитель польского графского рода Замойских герба «Елита». Единственный сын графа Томаша Замойского (1861—1935) и Людмилы Замойской (1864—1928), внук Августа Замойского (1811—1889).
Первое образование получил в родном городе Яблони. Здесь он научился основам резьбы по дереву. В большом поместье родителей он научился азам кузнечного и столярного дела. В 1912 году окончил гимназию генерала Павла Хшановского в Варшаве. В последующие годы учился за границей. В Швейцарии он слушал лекции по экономике во Фрайбургском университете, затем в Германии, в Гейдельберге, слушал философию. В Берлине он посещал курсы рисования художника Ловиса Коринта.
После начала войны в 1914 году попал в плен к немцам. Благодаря хорошо расположенным родственникам он был перевезен в Берлин, где работал каменщиком и резчиком по дереву, а по вечерам посещал курсы рисования обнаженной натуры в школе Левина-Функе. В мастерской резьбы по дереву, где он работал, Йозеф Вакерле (преподаватель Kunstgewerbeschule в Берлине) случайно заметил его и предложил работу у себя. В 1917 году, ещё работая на Wackerle, он переехал в Мюнхен. Во время своего пребывания в этом городе он познакомился со Станиславом Пшибышевским и благодаря ему установил контакт с познанской экспрессионистской группой «Бунт». Вернувшись в страну, он принял участие в выступлениях этой формации, а затем переехал в Закопане. Вместе с Леоном Хвистеком, Титусом Чижевским и Станиславом Игнатием Виткевичем он стал соучредителем группы «Польские экспрессионисты», которая вскоре приняла название « Формисты». В 1920 году он посетил Нью-Йорк. С 1923 года он жил в основном во Франции, но несколько месяцев в году проводил в Закопане, где у него была мастерская. К этому же периоду относятся и его спортивные успехи. Самым зрелищным был велопробег из Парижа в Закопане — 2928 километров, по 130 в день. В 1929 году он был главным организатором выставки польского искусства в Париже. С 1940 по 1955 год он жил в Бразилии, где основал и руководил школами скульптуры в Рио-де-Жанейро и Сан-Паулу. С 1955 года до самой смерти жил и работал во Франции. В 1956 году он приехал в Польшу и прочитал серию лекций о своем опыте ваяния. Он ещё несколько раз приезжал в Польшу в 1963—1964 годах, чтобы отобрать молодых польских скульпторов для получения стипендий во Франции.

## Формистский период 1918—1924 гг

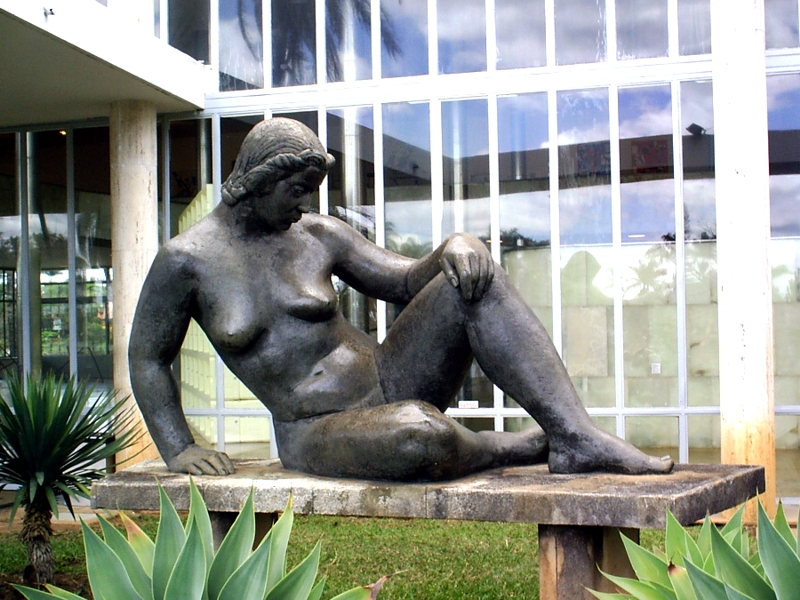
Скульптура Замойского в музее в Пампулье, Бразилия.

В начале своего творчества художник предпринял эксперименты, относящиеся к экспрессионизму, кубизму и футуризму.
- Портрет Роджера Рачинского, 1918 г., липовое дерево, высота 49 см.
- Вдвоем, 1919—1923 (к этой теме художник неоднократно возвращается), дуб, гипс.
- Портрет Антония Слонимского , 1923 г., гипс.
- Портрет Леопольда Зборовского, 1924 г., липовое дерево, 40 см (последняя скульптура Замойского из дерева)

## Реалистический период 1924—1950 гг

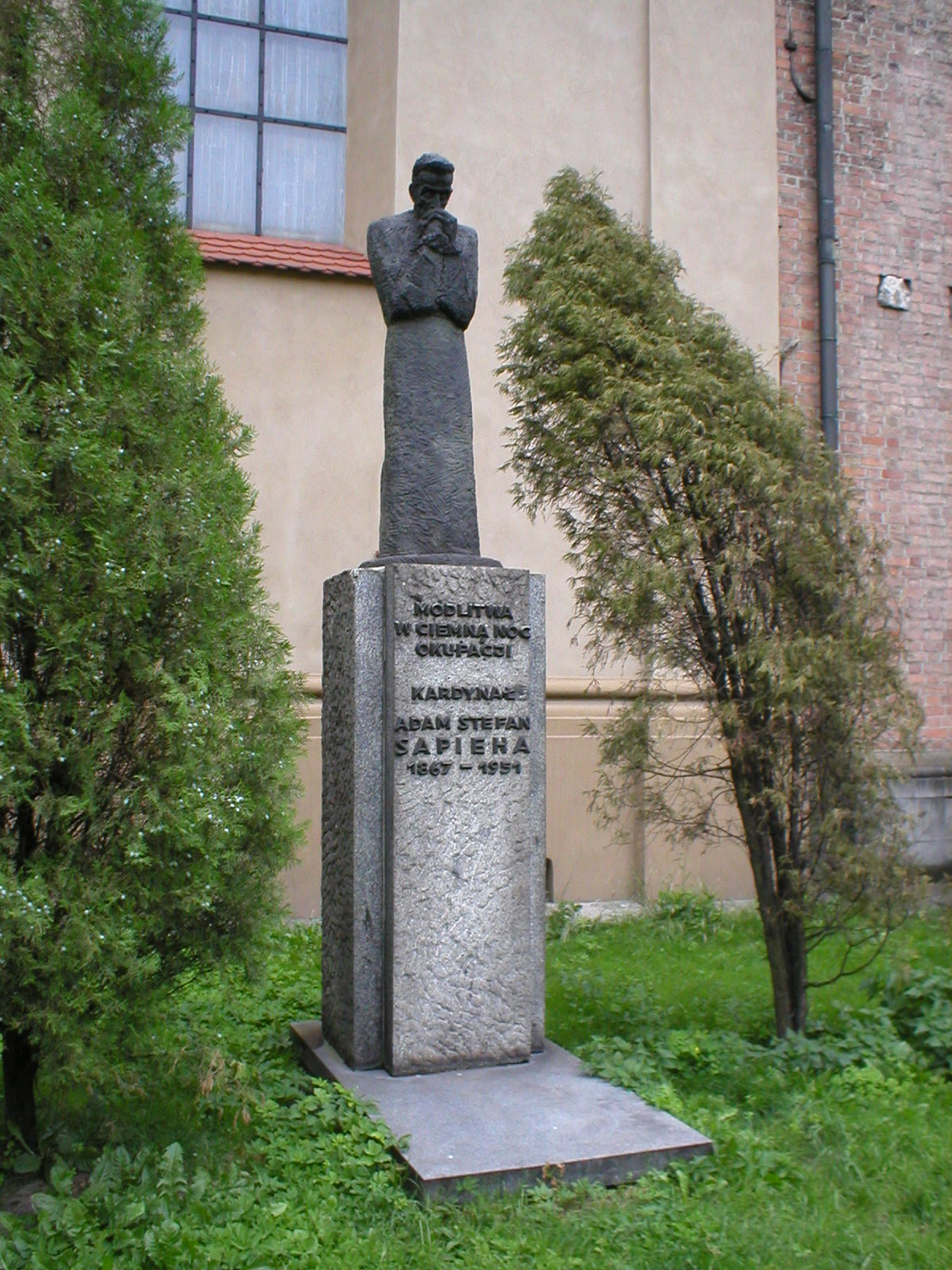
Памятник кардиналу Адаму Стефану Сапеге у францисканской церкви в Кракове.

В этот период он создавал произведения более реалистического характера, но всегда склонные к далеко идущему синтезу и монументальной иератичности. Главными темами его работ тогда стали женские обнаженные тела и портреты.
- Венера, 1935 г., бронза, высота 166 см, 1936 г. Каррарский мрамор, высота 166 см.
- Верка — голова крестьянской девушки, 1936 г., чёрный шведский гранит, высота 28 см.
- Рея, или Земля, или в сумерках мира сего, 1943—1949, белый португальский мрамор, высота 168 см.
- Памятник Шопену, 1944, Рио-де-Жанейро, бронза, высота около 240 см.
- Портрет госпожи Хенриковой Шпицмановой, 1944—1945 гг., чёрный бразильский гранит, 33 см.
- Портрет Инге Варгас, невестки президента Бразилии, 1946—1948 гг., белый мрамор, высота 30 см.

## Период нового экспрессионизма 1950—1970-е
В последний период своего творчества он использовал резкие деформации. В его творчестве преобладала религиозная тематика.
- Святой Иоанн Креститель, 1950—1953, бронза, почти в натуральную величину
- Боль существования — проект памятника воинам Армии Крайовой в Варшаве, бронза, высота 34 см.
- Вознесение, 1959—1970, незаконченный, португальский мрамор
- Воскресение или Преображение — дизайн собственного надгробия, 1967—1968 высота 21 см длина 43 см
- Статуя кардинала Адама Стефана Сапеги, 1968—1970, бронза, 2 м

Он также был уважаемым теоретиком искусства. Его философские и эстетические сочинения были опубликованы посмертно на французском языке (Au-delá du formisme, 1975).
Был женат четыре раза, но не оставил после себя детей. Его первой женой в 1917 году стала итальянская танцовщица и актриса Маргарита Сакетто (1880—1959), второй — польская певица Анна Мария «Манета» Радван, третьей — бразильская художница и фигуристка Белла Паес Леме, и четвёртой — француженка и профессор русской литературы Элен Пельтье (1924—2012).